# 呉偉仁
呉 偉仁（ご いじん、1953年10月 - ）は、中華人民共和国の物理学者。中国探月工程嫦娥計画の総設計師。第13回全国政治協商会議常務委員。

## 経歴
1953年10月、四川省平昌県得勝鎮で生まれる。1975年に平昌中学を卒業すると、中国科学技術大学の無線電系遥測遥控学科に進学した。1978年、中華人民共和国航天工業部に採用され、北京遥測技術研究所にて工程師に就任した。以後、研究室副主任、研究室主任、高級工程師を歴任した。1997年8月、航天工業総公司建華儀器場の場長に就任。1998年7月、国防科学技術工業委員会科技司副司長、司長兼国防科技工業中長期科技規画弁公室主任に転任。2008年8月、中国探月工程嫦娥計画総設計師に就任。

## 栄典
- 2013年11月、国幾宇航科学院院士
- 2015年11月、中国工程院院士[1]